# Kate Millett
Katherine Murray "Kate" Millett (Saint Paul, 14 de setembre de 1934 - París, 6 de setembre de 2017) fou una feminista, escriptora, educadora i artista estatunidenca. En l'obra Sexual Politics (1971) va argumentar que la relació entre sexes es basa en el poder i se sosté per la ideologia i estructura social del patriarcat.

## Biografia
Kate Millett va anar a la Universitat de Minnesota i s'hi va graduar cum laude en 1956. A continuació, va realitzar el postgrau a la Universitat d'Oxford. Es va traslladar al Japó el 1961, on va fer classes d'anglès durant dos anys. Va ser una activa feminista des de finals dels 60 i en la dècada de 1970. El 1966, es va convertir en membre del comitè de l'Organització Nacional de Dones i també va pertànyer al grup de feministes radicals New York Radical Women.
El 1967 va publicar un manifest titulat Token Learning contra els plans d'estudis per a dones en les universitats. L'agost de 1970, va publicar la seva tesi Política Sexual, on va oferir una àmplia crítica de la societat patriarcal en la societat occidental i en la literatura. En particular, ataca allò que ella veu com sexisme i heterosexisme dels novel·listes D. H. Lawrence, Henry Miller, i Norman Mailer, contrastant els seus punts de vista discrepants amb el punt de vista de l'autor homosexual Jean Genet.
El 1971, va començar a comprar i restaurar edificis prop de Poughkeepsie, Nova York. El projecte finalment es convertiria en el Women's Art Colony Farm, una comunitat de dones artistes i escriptores.
El seu llibre Flying (1974) és una autobiografia no acadèmica en la qual s'expressa la seva vena artística com a escultora i cineasta. Hi parla del seu matrimoni amb Fumio Yoshimura i dels seus amors amb dones. El 1979, Millett va anar a l'Iran a treballar pels drets de la dona, però va ser deportada poc després, i l'any 1981 va escriure sobre aquella experiència en Going to Iran. Per la seva denúncia i activisme en contra de les condicions de submissió de la dona en l'islam, va ser acusada d'islamofòbia. També va escriure Sita (1977), reflexió sobre un amor turmentat, i The Loony-Bin Trip (1990), que tracta sobre el trastorn bipolar que patia. Hi descriu experiències en hospitals psiquiàtrics i explica la seva decisió de suspendre el tractament amb liti que seguia per a la malaltia. El 2014 va participar en el documental sobre el moviment feminista She's Beautiful When She's Angry.

## Obres
- (1970) Sexual Politics. Garden City, New York: Doubleday. OCLC 489817513.[4][7]
- (1971) The Prostitution papers: A Candid Dialogue. Falmouth: Paladin. OCLC 320856459.
- (1974) Flying. New York: Alfred A. Knopf,. ISBN 978-0-394-48985-8.
- (1976) Sita. London: Virago.
- (1979) The Basement: Meditations on a Human Sacrifice. Nova York: Simon & Schuster. ISBN 978-0-671-24763-8.
- (1981) Going to Iran. New York: Coward, McCann & Geoghegan. ISBN 978-0-698-11095-3.
- (1990) The Loony-Bin Trip. Nova York: Simon & Schuster. ISBN 978-0-671-74028-3.
- (1993) The Politics of Cruelty: An Essay on the Literature of Political Imprisonment. New York, London: Norton. ISBN 978-0-393-03575-9.
- (1995) A.D., a Memoir. W.W. Norton. ISBN 978-0-393-03524-7.
- (2001) Mother Millett. London: Verso. ISBN 978-1-85984-607-0.